# 西岡逾明
西岡 逾明（にしおか ゆめい／ゆうめい 、天保6年〈1835年〉 - 大正元年〈1912年〉12月24日）は、江戸時代後期の武士（佐賀藩士）、明治時代の政治家、裁判官、文人。別名は周碩。字は子学・士学。号は宜軒。位階は従三位・勲二等。

## 来歴

### 生い立ち・医人として
佐賀藩儒医の西岡春益の長男として生まれる。切米140石 （内加米5石）。なお、父の西岡春益が調合に加わった佐賀藩の名薬「野中烏犀圓」は、滋養強壮・肉体疲労薬として現在も使われている。
藩校弘道館で学んだ後、万延・文久年間に京・大阪に遊学する。安政6年3月（1859年）から、適塾にて学ぶ。文久2年（1862年）芦島で行われた解剖に、第二胸部解剖担当として参加する。。
鳥羽・伏見の戦いの際には、負傷者であれば誰彼かまわず治療していたため、幕府役人から攘夷派の一味と疑われ、佐賀藩に帰国することになったという。
霞が関にある「江藤新平君遭難遺址碑」によれば、江藤新平が明治2年（1869年）に佐賀藩邸の外で佐賀藩の下級武士に襲われた時に、阪部長照・荒木博臣（森鴎外の後妻である森志げの父親）と共に助けに入っている。
戊辰戦争の際に、羽州へ出張。参謀（軍監）を務め、北越秋田戦争を戦ったとみられる。

### 官吏・裁判官として
酒田民生局長官、後に酒田県大参事を務める（知事を代行）。しかし農民が起こした減税運動「天狗運動」が静まらず、失政の責めを問われて、白石按察使府（あぜちふ）に謹慎を命じられる。
明治3年には東京府少権参事として東京に赴任。これは前東京府知事だった大木喬任が呼んだと、久米邦武の回顧録にある。その後、東京府権大参事。
明治5年（1872年）左院使節団として立法機関などの調査のため渡欧（当時中議官）。パリで統計学者・経済学者のモーリス・ブロック博士に師事する。この左院使節団には他に、高崎正風、安川繁成、小室信夫、鈴木貫一がいた。なお、その前年である明治4年（1871年）に江藤新平が左院副議長となっている。
渡仏中に岩倉使節団と合流し、木戸孝允に講義ノートを提示。20日間に渡って面会する。このノートは、岩倉使節団副使である木戸孝允が立憲制を考えるに当たって大きな示唆を与えたと言われている。またブロック博士は、日本の民選議院設立を時期尚早と考え、岩倉具視使節にその旨を建言したという。岩倉使節団到着後は、木戸孝允と共にブロック博士を交えた学習を続けた。博士は木戸孝允に日本では三権分立である必要はないこと、西欧諸国の文明開化と言論・出版統制の関係、フランスの国立銀行、貨幣制度なども教示したといわれている。
帰国後は大審院判事を務めた後、宮城・長崎・函館などの控訴院長等を務めるなど、法曹界の要職を歴任する。その間、広沢正臣参議暗殺事件にあたって臨時裁判所別局の裁判官を務め，1875年７月13日に被告人らに無罪の言渡しをしている。
後に病気のため鎌倉に隠棲し、他の文人たちと交わりながら自身も多くの作品を残した。

## 文人・能書家として
文人・能書家としても知られる。
河野鉄兜に学んで詩才を発揮。明治4年（1871年）の旧雨社（漢詩文サークル）設立に際して同人となり、重野安繹、藤野海南らと交わる。
旧雨社の他の同人としては、松平春岳、岡鹿門、鷲津毅堂、阪谷朗廬、南摩綱紀（羽峯）、木原老谷、那珂通高（梧楼）、小山春山、川田甕江、中村正直（敬宇）、秋月種樹（樂山）、村山拙軒、萩原西疇、依田学海、信夫恕軒、亀谷省軒、天岸静堂、平田虚舟、青山清幽、岡本韋庵、島田篁村、股野琢（藍田）、日下勺水、小野湖山、岡松甕谷、座光寺半雲、四谷穂峰、小永井五八郎（小舟）・森春濤らがいた。
明治11年（1878年）の向山黄村・杉浦梅潭らの晩翠吟社開設とともに参じて、以後明治39年（1906年）の同社解散まで有力な同人として活動。
晩翠吟社の他の同人としては、田邊新之助（松坡）・巌谷一六・古沢滋（介堂）・田辺太一（蓮舟）らがいた。
また、長崎で清末の学者である楊守敬と会見している。
能に造詣があり、能楽師の梅若実と近しい間柄であった。
佐賀県有田にある陶山神社には、香蘭社・深川製磁の創業者である深川栄左ヱ門(8代)を称える「深川君之碑」がある。この碑は題字を大隈重信、撰文を久米邦武、書を西岡逾明が担当している。なお、深川栄左ヱ門(8代)とは、有田焼の輸出に熱意を見せる栄左ヱ門に対して、同席した久米邦武と父西岡春益が大いに賛同したという縁がある。
他に書家として筆をとった石碑や墓碑として、北海道北斗市にある有川大神宮の「鎮座五百年祭碑」、広島県大竹市にある「大竹邨閘堰碑」（二階堂三郎左衛門顕彰碑：近衛忠煕題額、大隈重信撰文、西岡逾明書）、石丸安世墓域内に立つ「経綸之碑」（大隈重信篆額、久米邦武撰文、西岡逾明書）、牟田口元則・美尾墓、小金原開墾碑（大木喬任篆額）、善光寺内にある「翠山先生岡本君碑」（牧野忠篤題額、城井寿彰撰文、西岡逾明書）、宮城県仙台市のコレラ碑（叢塚）等がある。

## その他
函館馬車鉄道の創立に当たって支援し、副社長を務めている。

## 家族
娘のきみは、巌谷一六の長男である巌谷立太郎に嫁いでいる。
長男の西岡英夫は、児童文学家である巖谷小波（巌谷立太郎の弟）の影響もあって、日本統治下の台湾で児童文学研究家として活動。なお、妻は日本統治下の台湾で活動した実業家、後宮信太郎の妹末野【季野】である。
次女の千萬は堀田正忠に嫁ぎ、堀田正昭を産んでいる。
三女の貴美子は、関重広の父で海軍少将の関重忠の後妻に入っている。
四女のときは、東京府士族で三菱製鉄常務取締役の堀悌三郎に嫁ぎ、資産家で三菱銀行員の堀峰一郞を産んでいる。

## 栄典・授章・授賞
- 1893年（明治26年）12月27日：従三位[17]
- 1912年（大正元年）12月24日：勲二等瑞宝章[2]

## 著書
- 舊令参照 罰則全書「第一分冊」「第二分冊」（信山社出版）ISBN 9784797272895
- 国立国会図書館デジタルコレクション 旧雨詩抄P20【宜軒西岡逾明（字子學 肥前人）】NDLJP:893556
- 「能樂の起原」（雑誌「能樂」寄稿文）
- 「明治功臣詩集」（東洋詩歌学会）国立国会図書館書誌ID:000000516539
- 「明治詩鈔（巻中）」（国文学資料館）【宜軒西岡逾明】明治詩鈔 - 国文学研究資料館近代書誌・近代画像データベース
- 「明治二百五十家絶句」明治35年3月刊（博文館）【西岡宜軒】全国書誌番号:41014484
- 明治文学全集62　明治漢詩文集 昭和58年刊（筑摩書房）ISBN 978-4-480-10362-8

## 年表
- 1868年（明治元年）
  - 11月2日：羽州出張中、軍監となる
  - 12月23日：酒田民生局政局取締役並びに軍監を兼務
- 1869年（明治2年）
  - 7月20日：酒田県大参事
  - 11月11日：酒田県大参事更迭
  - 12月26日：東京府権小参事
- 1870年（明治3年）6月24日：東京府小参事、従六位
- 1871年（明治4年）
  - 1月15日：東京府権大参事、正六位
  - 9月12日：小議官
  - 11月14日：中議官
  - 12月8日：従五位
- 1872年（明治5年）
  - 1月20日：各国視察へ出発
  - 10月8日：二等議官
- 1873年（明治6年）9月6日：日本へ帰国
- 1875年（明治8年）5月9日：四等判事
- 1878年（明治11年）4月18日：判事
- 1881年（明治14年）10月15日：宮城控訴院裁判所長
- 1882年（明治15年）
  - 3月13日：宮城重罪裁判所長
  - 8月14日：山形重罪裁判所長
  - ：福島重罪裁判所長
- 1884年（明治17年）2月6日：長崎重罪裁判所長
- 1886年（明治19年）
  - 5月10日：長崎控訴院長
  - 7月8日：正五位
  - 10月28日：従四位
- 1887年（明治20年）11月8日：大審院刑事第一局長
- 1888年（明治21年）2月17日：高等法院陪席裁判官
- 1890年（明治23年）8月21日：函館控訴院長
- 1892年（明治25年）2月13日：正四位
- 1893年（明治26年）
  - 11月24日：休職
  - 12月27日：従三位